# Valeri Ceaplîghin
Valeri Ceaplîghin (n. 23 mai 1952, Kursk, RSFS Rusă, URSS) este un ciclist de performanță ce a reprezentat Uniunea Republicilor Sovietice Socialiste, medaliat olimpic. A participat la o ediție a Jocurilor Olimpice (1976) în care a câștigat o medalie de aur.

## Participări
Lista de mai jos prezintă principalele competiții la care a participat Valeri Ceaplîghin de-a lungul carierei.
- cycling at the 1976 Summer Olympics – men's team time trial[*]